# 6 Pułk Strzelców Polskich (WP na Wschodzie)
6 Pułk Strzelców Polskich (6 psp) – oddział piechoty Wojska Polskiego na Wschodzie.
6 Pułk Strzelców Polskich został sformowana jesienią 1917 roku w składzie 2 Dywizji Strzelców Polskich z I Korpusu. 14 grudnia 1917 roku liczył 696 żołnierzy frontowych.
Pułk brał udział w bitwach pod Jasieniem (22 i 23 stycznia 1918), Osipowiczami (19 lutego 1918), Krasnym Brzegiem.

## Kadra pułku
Dowódcy pułku
- płk Kuryłło[3]
- płk Leon Billewicz

Oficerowie
- por. Adam Wilczyński

2 kompania
- dowódca 2 kompanii i I plutonu – por. Bronisław Hołub
- dowódca II plutonu – chor. Markiewicz
- dowódca III plutonu – sierż. Grabowski

| Kawalerowie Wstęgi Amarantowej                                                                | Kawalerowie Wstęgi Amarantowej     | Kawalerowie Wstęgi Amarantowej |
| --------------------------------------------------------------------------------------------- | ---------------------------------- | ------------------------------ |
| Na mocy rozkazu dowódcy I Korpusu Polskiego z 19 marca 1918 udekorowani zostali za waleczność |                                    |                                |
| podkpt. Wiktor Oleszczuk                                                                      | podkpt. Steckiewicz                | por. Bronisław Hołub           |
| por. Bartold                                                                                  | por. Wilczyński                    | ppor. Chmielewski              |
| ppor. Kazimierz Maj                                                                           | ppor. Witold Pruszyński            | ppor. Szklarz                  |
| chor. Mieczysław Maj                                                                          | chor. Wolfram                      | chor. Wrosna                   |
| chor. Okwieciński                                                                             | chor. Markiewicz                   | chor. Nowodworski              |
| chor. Własiewicz                                                                              | chor. Służko Czapliński            | chor. Wysocki                  |
| st. podof. Adam Szczynowicz                                                                   | mł. podof. Leopold Bereluda        | mł. podof. Walenty Gołebiewski |
| mł. podof. Aleksander Pretkien                                                                | mł. podof. Piotr Szyzniński        | mł. podof. Walenty Trojanowski |
| mł. podof. Andrzej Kostrubski                                                                 | mł. podof. Tadeusz Ślaski          | st. strz. Władysław Bieńkowski |
| st. strz. Jakub Jurek                                                                         | strz. Seweryn Wilczyński           | strz. Dominik Żyżniewski       |
| strz. Aleksander Mazulewski                                                                   | strz. Franciszek Żyłkowski         | strz. Cezary Basiński          |
| strz. Franciszek Kobyliński                                                                   | strz. Feliks Pełkowski             | strz. Stanisław Lewandowski    |
| strz. Józef Kubik                                                                             | strz. Adam Piotrowski              | strz. Aleksander Stefanowski   |
| strz. Jacek Dudziński                                                                         | strz. Kazimierz Ladczyński         | strz. Józef Klepacki           |
| strz. Jan Kluczyński                                                                          | strz. Wacław Stefanowski           | strz. Marcin Koluda            |
| strz. Marcin Wolkolewski                                                                      | strz. Bronisław Butrym             | strz. Kazimierz Stafisz        |
| strz. Ignacy Chityma                                                                          | strz. Adam Puzoń                   | strz. Jan Kaczyński            |
| strz. Jan Gonden                                                                              | strz. Andrzej Oryszczak            | strz. Aleksander Sapernowski   |
| strz. Stanisław Zaborowski                                                                    | strz. Franciszek Prus              | strz. Bolesław Wasiniewicz     |
| strz. Stanisław Gierżyński                                                                    | strz. Romuald Malczyk              | strz. Franciszek Gołgoża       |
| strz. Stanisław Broniarek                                                                     | strz. Jan Zengate                  | strz. Ludwik Borejko           |
| strz. Franciszek Dymient                                                                      | strz. Adam Franczak                | strz. Jan Gadewski             |
| strz. Feliks Grolewski                                                                        | strz. Bazyli Kozinka               | strz. Piotr Kawka              |
| strz. Pasikowski                                                                              | strz. Józef Szachno                | strz. Stefan Wilczyński        |
| strz. Filip Witasiewicz                                                                       | strz. Michał Wysocki               | strz. Wacław Worotyński        |
| strz. Piotr Duma                                                                              | strz. Stanisław Chrobot            | strz. Adam Ostapiński          |
| strz. Jan Kogulski                                                                            | strz. Michał Susel                 | strz. Łukasz Waraksy           |
| strz. Antoni Zacharewicz                                                                      | strz. Stefan Bugelski              | strz. Stanisław Lipko          |
| strz. Józef Maj                                                                               | sierż. Jan Grabowski               | st. podof. Alfred Mieczkowski  |
| mł. podof. Jakub Oracki                                                                       | mł. podof. Stanisław Masłowski     | mł. podof. Stanisław Śmietanka |
| mł. podof. Bohdan Górski                                                                      | mł. podof. Antoni Janisz           | mł. podof. Julian Fiłociński   |
| mł. podof. Jan Marszałek                                                                      | mł. podof. Julian Liszkowski       | mł. podof. Władysław Szwech    |
| mł. podof. Leon Jurewicz                                                                      | mł. podof. Władysław Piotrowski    | mł. podof. Jan Niekrasz        |
| mł. podof. Aleksander Rynikiewicz                                                             | mł. podof. Leon Słomka             | strz. Józef Dokurno            |
| strz. Wiktor Karlis                                                                           | strz. Jan Zabiczel                 | strz. Stanisław Przybyło       |
| strz. Stanisław Wojnarowicz                                                                   | strz. Jan Krzemoński               | strz. Roman Wrona              |
| strz. Michał Batkiewicz                                                                       | strz. Albin Pacański               | strz. Bronisław Ostręcki       |
| strz. Stanisław Gość                                                                          | strz. Franciszek Wywrot            | strz. Lucjan Król              |
| strz. Stanisław Kudrewicz                                                                     | strz. Antoni Breś                  | strz. Jan Ryśniak              |
| strz. Szymon Sawisza                                                                          | strz. Władysław Anuszkiewicz       | strz. Władysław Lemański       |
| strz. Bronisław Zwoliński                                                                     | strz. Konstanty Pawłowski          | strz. Ignacy Kukliński         |
| strz. Aleksander Kamiński                                                                     | strz. Antoni Kobyliński            | strz. Józef Malinowski         |
| strz. Józef Wiszniewski                                                                       | st. podof. Szyferman               | st. podof. Antoni Zwoliński    |
| st. podof. Jan Bielicki                                                                       | st. podof. Kleofas Żeleźnicki      | st. podof. Antoni Kowalski     |
| st. strz. Adam Zejna                                                                          | strz. Władysław Białkowski         | strz. Stanisław Tomaszewski    |
| strz. Stanisław Jaworski                                                                      | strz. Aleksander Flaga             | strz. Stanisław Fukal          |
| strz. Bronisław Pugnacki                                                                      | strz. Lucjan Papiński              | strz. Kazimierz Pałaka         |
| strz. Józef Purzyński                                                                         | strz. Józef Korniecki              | strz. Stefan Kotniński         |
| strz. Józef Łagowski                                                                          | strz. Józef Jadzik                 | st. strz. Wojtecki             |
| strz. Kępiński                                                                                | strz. Borzejewski                  | mł. podof. Józef Jankowski     |
| strz. Feliks Czarka                                                                           | st. strz. Franciszek Połoga        | strz. Zygmunt Garbowski        |
| strz. Leopold Godlewski                                                                       | strz. sierż. Władysław Przychadzeń | mł. podof. Marian Lewandowski  |
| mł. podof. Jan Kuner                                                                          | mł. podof. Ignacy Daniluk          | strz. Jan Sadowiec             |
| strz. Stanisław Chrześko                                                                      | strz. Marian Lubiński              | strz. Józef Duchszta           |
| strz. Stanisław Pstrągowski                                                                   |                                    |                                |